# Edgar Castillo
Edgar Castillo, né le 8 octobre 1986, est un joueur international américain de soccer d'origine mexicaine jouant au poste d'arrière gauche.

## Biographie
Castillo joue son premier match avec le Mexique contre la Colombie le 22 août 2007. En juin 2009, on demande à Castillo s'il voudrait éventuellement jouer pour les États-Unis, et le joueur répond positivement. Il joue avec les États-Unis pour la première fois contre le Danemark le 18 novembre 2009.

## Palmarès
- États-Unis
  - Vainqueur de la Gold Cup en 2013
- Santos Laguna
  - Vainqueur du Tournoi de clôture du championnat du Mexique 2008
- Club Tijuana
  - Vainqueur du Tournoi d'ouverture du championnat du Mexique 2012